# Bhuj

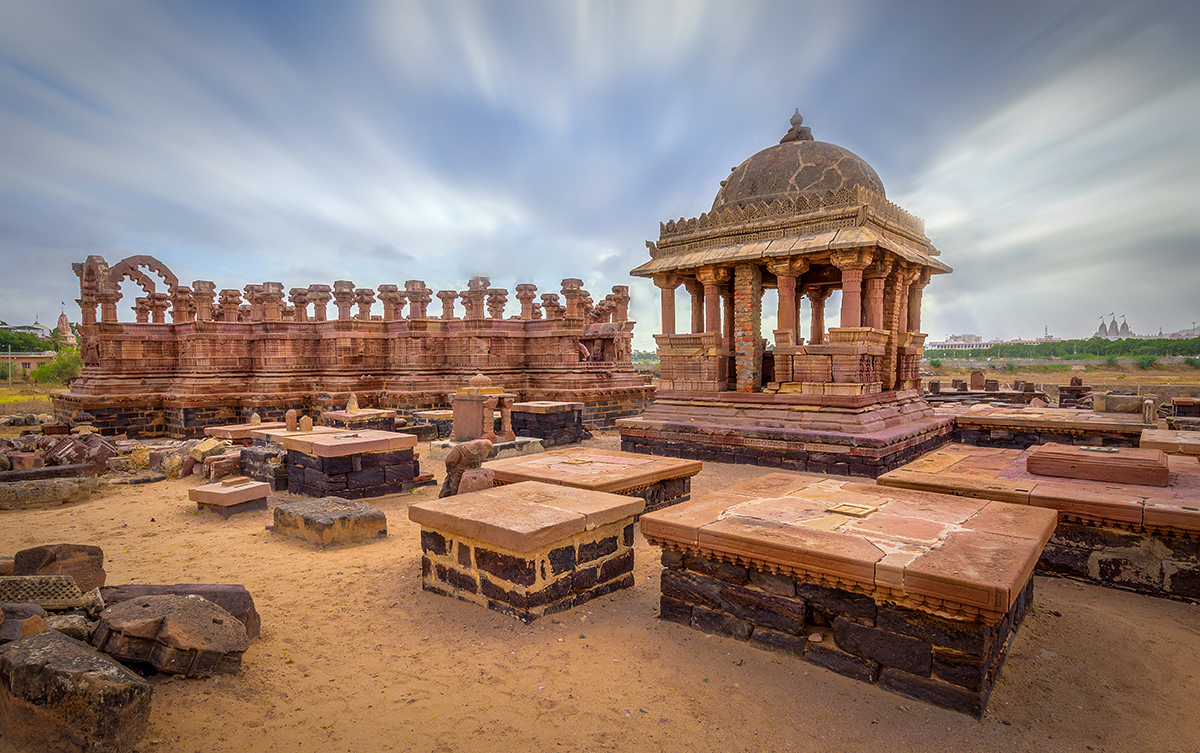
Memorialbauten der Maharajas von Bhuj

Bhuj (Gujarati ભુજ) ist eine Großstadt im indischen Bundesstaat Gujarat mit rund 160.000 Einwohnern. Sie ist  Verwaltungssitz des Distrikts Kachchh.

## Lage und Klima
Die Stadt Bhuj liegt am Rand der Wüstenregion des Rann von Kachchh nahe der Grenze zu Pakistan in einer Höhe von ca. 110 m. Das Klima ist meist trocken und warm bis heiß; Regen (ca. 350 mm/Jahr) fällt überwiegend während der Monsunmonate Juni bis September.

## Bevölkerungsentwicklung
| Jahr      | 1991    | 2001    | 2011    |
| Einwohner | 102.176 | 102.637 | 148.134 |

Das deutliche Bevölkerungswachstum in der zweiten Hälfte des 20. Jahrhunderts ist im Wesentlichen auf die Zuwanderung von Familien aus den umliegenden Dörfern infolge der Mechanisierung der Landwirtschaft zurückzuführen. Die Einwohner sind überwiegend Hindus (ca. 68,5 %), Muslime bilden mit ca. 26,5 % einen recht großen Bevölkerungsanteil, wohingegen Jains (ca. 4 %) sowie Sikhs und Christen mit jeweils etwa 0,5 % Minderheiten bilden.

## Wirtschaft
Bedeutende Wirtschaftszweige sind der Getreidehandel und das Kunsthandwerk. Bhuj ist ein wichtiger Inland-Verkehrsknoten für Handelsware und entsprechend Sitz vieler Transportunternehmen; außerdem gibt es einen Bahnhof und einen Flughafen. Wichtig für das Überleben der Stadt sind jedoch hauptsächlich die Investitionen von im Ausland lebenden Indern sowie die Bedürfnisse der ansässigen Militärstützpunkte. Touristisch bekannt ist die Stadt für seine Altstadt, Paläste und Grabmale der Herrscher. Viele der Sehenswürdigkeiten wurden bei einem Erdbeben 2001 beschädigt, ebenfalls hat die Wirtschaft gelitten. Bhuj ist Sitz der Krantiguru Shyamji Krishna Verma Kachchh University mit 28 Colleges und mehr als 15.000 Studenten.

## Geschichte
Die überwiegend von Hindus bewohnte ehemalige Karawanen-Handelsstadt Bhuj wurde Mitte des 16. Jahrhunderts von Rhao Kengarji I. zur Hauptstadt von Kachchh erhoben. Sie gehörte zum Mogulreich, welches jedoch in seiner Endphase (1819) von den Briten eingenommen wurde.
In den Morgenstunden des 26. Januar 2001 zerstörte das Erdbeben in Gujarat große Teile von Bhuj; zahlreiche Lehmbauten wurden zerstört und über 13.800 Menschen kamen nach offiziellen Angaben ums Leben.

## Sehenswürdigkeiten
Die Spuren des Erdbebens sind weitgehend beseitigt, doch wegen der abgelegenen Lage der Stadt spielt der Tourismus kaum eine Rolle, obwohl zahlreiche Bauten von der ehemaligen und gegenwärtigen Bedeutung der Stadt künden.
Umgebung
- Im ca. 20 km südlich gelegenen Dorf Kera befindet sich die Ruine eines Shiva-Tempels aus dem 10. Jahrhundert.

## Persönlichkeit
- Caroline Alice Elgar (1848–1920), britische Schriftstellerin, Ehefrau des Komponisten Edward Elgar